# B&B Hotels p/b KTM/Saison 2021
Diese Liste beschreibt die Fahrer und die Siege des Radsportteams B&B Hotels-Vital Concept in der Saison 2021.

## Siege
| Siege   | Siege                                | Siege      | Siege  | Siege            | Siege |
| Datum   | Rennen                               | Staat      | Klasse | Sieger           |       |
| ------- | ------------------------------------ | ---------- | ------ | ---------------- | ----- |
| 3. Mai  | Tour du Rwanda, 2. Etappe            | Ruanda     | 2.1    | Alan Boileau     |       |
| 4. Mai  | Tour du Rwanda, 3. Etappe            | Ruanda     | 2.1    | Alan Boileau     |       |
| 6. Mai  | Tour du Rwanda, 5. Etappe            | Ruanda     | 2.1    | Alan Boileau     |       |
| 7. Mai  | Tour du Rwanda, 6. Etappe            | Ruanda     | 2.1    | Pierre Rolland   |       |
| 4. Aug. | Tour de Savoie Mont-Blanc, Prolog    | Frankreich | 2.2    | Maxime Chevalier |       |
| 7. Aug. | Tour de Savoie Mont-Blanc, 3. Etappe | Frankreich | 2.2    | Alan Boileau     |       |

### Weitere Siege
| Datum     | Rennen                                 | Kat. | Fahrer           |
| --------- | -------------------------------------- | ---- | ---------------- |
| 4. August | Prolog Tour de Savoie Mont-Blanc (EZF) | 2.2  | Maxime Chevalier |
| 7. August | 3. Etappe Tour de Savoie Mont-Blanc    | 2.2  | Alan Boileau     |

## Fahrer
| Teamkader 2021                                | Teamkader 2021     | Teamkader 2021 | Teamkader 2021                             |
| Name                                          | Geburtsdatum       | Land           | Vorheriges Team                            |
| --------------------------------------------- | ------------------ | -------------- | ------------------------------------------ |
| Frederik Backaert                             | 13. März 1990      | Belgien        | Wanty-Gobert (2019)                        |
| Nicola Bagioli                                | 19. Februar 1995   | Italien        | Androni Giocattoli-Sidermec (2020)         |
| Cyril Barthe                                  | 14. Februar 1996   | Frankreich     | Euskadi Basque Country-Murias (2019)       |
| Alan Boileau                                  | 25. Juni 1999      | Frankreich     | VC Pays de Loudéac (2020)                  |
| Franck Bonnamour                              | 20. Juni 1995      | Frankreich     | Arkéa-Samsic (2020)                        |
| Maxime Cam                                    | 9. Juli 1992       | Frankreich     | VC Pays de Loudéac (2018)                  |
| Maxime Chevalier                              | 16. Mai 1999       | Frankreich     |                                            |
| Bryan Coquard                                 | 25. April 1992     | Frankreich     | Direct Énergie (2017)                      |
| Bert De Backer                                | 2. April 1984      | Belgien        | Team Sunweb (2017)                         |
| Jens Debusschere                              | 28. August 1989    | Belgien        | Katusha-Alpecin (2019)                     |
| Thibault Ferasse                              | 12. September 1994 | Frankreich     | Natura4Ever-Roubaix Lille Métropole (2020) |
| Cyril Gautier                                 | 26. September 1987 | Frankreich     | AG2R La Mondiale (2018)                    |
| Jonathan Hivert                               | 23. März 1985      | Frankreich     | Total Direct Énergie (2020)                |
| Quentin Jauregui                              | 22. April 1994     | Frankreich     | AG2R La Mondiale (2020)                    |
| Jérémy Lecroq                                 | 7. April 1995      | Frankreich     | Roubaix Lille Métropole (2017)             |
| Cyril Lemoine                                 | 3. März 1983       | Frankreich     | Cofidis (2020)                             |
| Eliot Lietaer                                 | 15. August 1990    | Belgien        | Bingoal-Wallonie Bruxelles (2020)          |
| Julien Morice                                 | 20. Juli 1991      | Frankreich     | Direct Énergie (2017)                      |
| Luca Mozzato                                  | 15. Februar 1998   | Italien        | Dimension Data for Qhubeka (2019)          |
| Quentin Pacher                                | 6. Januar 1992     | Frankreich     | Delko-Marseille Provence-KTM (2017)        |
| Kévin Réza                                    | 18. Mai 1988       | Frankreich     | FDJ (2017)                                 |
| Pierre Rolland                                | 10. Oktober 1986   | Frankreich     | EF Education First-Drapac (2018)           |
| Sebastian Schönberger                         | 14. Mai 1994       | Österreich     | Neri Sottoli-Selle Italia-KTM (2019)       |
| Jonas Van Genechten                           | 16. September 1986 | Belgien        | Cofidis, Solutions Crédits (2017)          |
| Florian Dauphin (1. Aug.–31. Dez., Stagiaire) | 6. April 1999      | Frankreich     | Sojasun espoir-ACNC (2020)                 |
| Adrien Lagrée (1. Aug.–31. Dez., Stagiaire)   | 25. April 1997     | Frankreich     | VC Pays de Loudéac (2021)                  |
| Axel Laurance (1. Aug.–31. Dez., Stagiaire)   | 13. April 2001     | Frankreich     | VC Pays de Loudéac (2021)                  |
|                                               |                    |                |                                            |
| Quelle: UCI                                   |                    |                |                                            |